# Атири
Атири (Аспро) (греч. Αθήρι) — автохтонный (коренной) греческий сорт белого винограда раннего периода созревания, используемый для производства смолистого вина Рецина на острове Родос. Считается греческими виноделами одним из лучших сортов для производства белых вин. 
Происхождение этого сорта связывают с островами Эгейского моря. Сегодня сорт, кроме Родоса и других островов Додеканеса, выращивается на Кикладских островах, на Крите, в центрально-македонских номе Салоник и полуострове Халкидики, в Лаконии в Беотии и Эвбее.
Из атири вырабатываются следующие вина, имеющие греческий «сертификат происхождения вин» (греч. Ο.Π.Α.Π. — аналог французского аппелласьона): «Родос», «Санторини», «Плайес Мелитона», «Топикос Агиоритикос», «Македоникос», «Ласитиотикос», «Плайес Вертиску». Сорт выделяется своим «лимонным» характером и за пределами Родоса часто смешивается с винным сортом Асиртико. В некоторых регионах его смешивают также с сортами Вилана и Ладикино (в частности, для производства «Мальвазии»).
Лоза имеет ярко выраженную живучесть и большую производительность. Проявляет достаточную стойкость к мильдью, но очень чувствительна к оидиуму — в такой степени, что является фактором поражения болезнью для других, совместно выращиваемых сортов. Особое внимание уделяется дате сбора винограда, поскольку у перезрелого винограда значительно уменьшается кислотность. 
Атири также известен под синонимами Аспатири, Аспатиро, Атири Аспро, Атири Лефкο.